# Еберсбах-ан-дер-Фільс
Еберсбах-ан-дер-Фільс (нім. Ebersbach an der Fils) — громада в Німеччині, знаходиться в землі Баден-Вюртемберг. Підпорядковується адміністративному округу Штутгарт. Входить до складу району Геппінген.
Площа — 26,27 км2. Населення становить 15 558 ос. (станом на 31 грудня 2020).